# Boljeradina
Boljeradina je naseljeno mjesto u općini Foča, Republika Srpska, BiH. Nalazi se sjeverno od rijeke Ćehotine. Okolo Boljeradine su sela Prevrać, Orahovo, Šuljci i Brusna. Popisano je kao samostalno naselje na popisu 1961., a na kasnijim popisima ne pojavljuje se, nego kao dio drugih naselja.
1962. godine pripojena je naselju Šuljci (Sl.l. NRBIH, 47/62).

## Stanovništvo
| Narod     | Popis 1961. |
| --------- | ----------- |
| Hrvati    |             |
| Muslimani | 1           |
| Srbi      | 216         |
| ostali    | 1           |
| Ukupno    | 218         |